# Nihon Minka-en

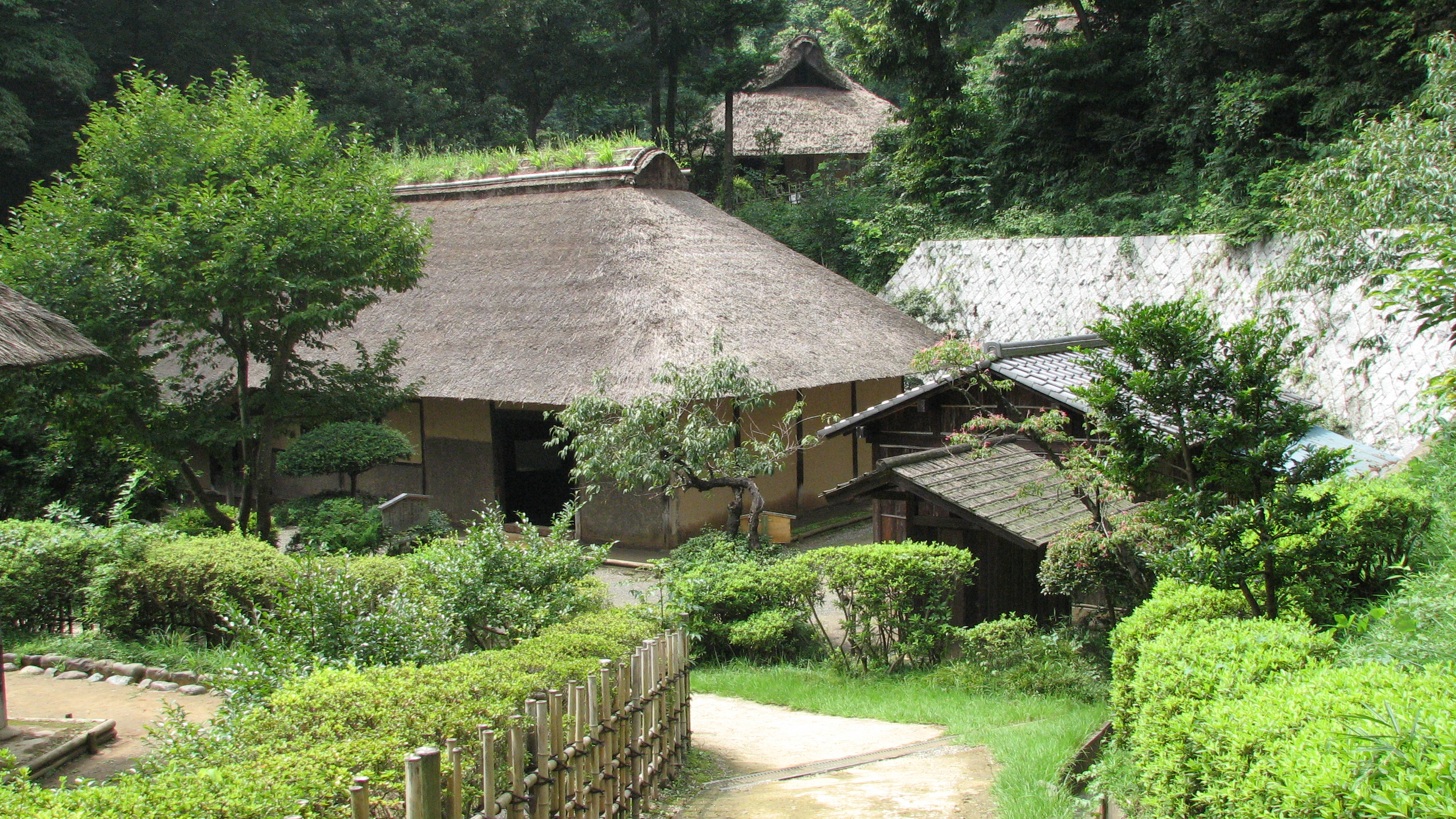
Im Nihon Minka-en

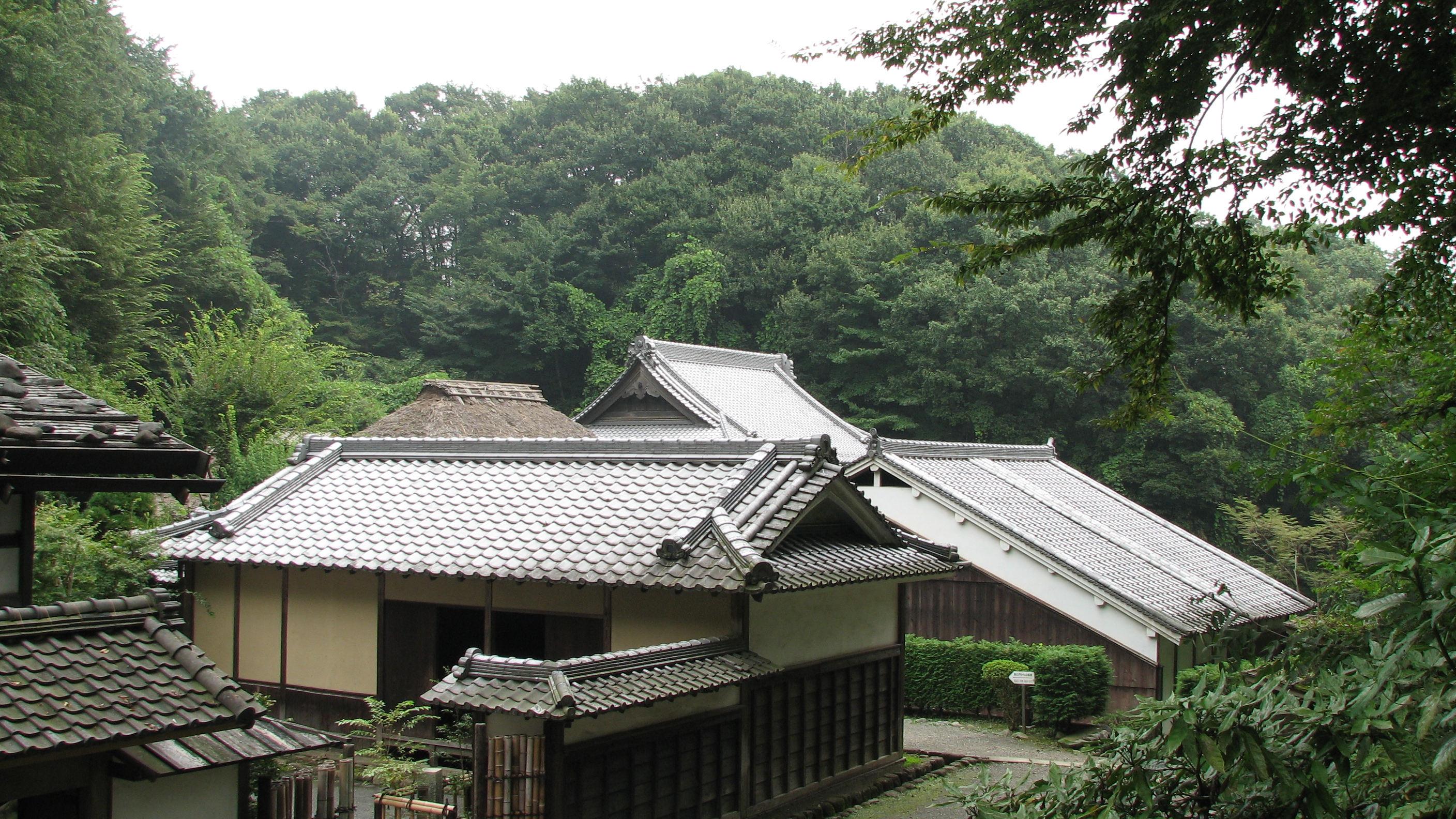
Das Seiji- und Ioka-Haus

Der Nihon Minka-en (jap. 日本民家園, deutsch: Japanischer Volkshauspark) ist ein Freilichtmuseum in der japanischen Stadt Kawasaki. Es wurde 1967 eröffnet und wird von der Stadt Kawasaki getragen.
Die insgesamt 23 dorthin translozierten Volkshäuser (minka) aus dem späten 17. bis frühen 20. Jahrhundert stammen meist aus den Regionen Kantō (Schwerpunkt Kanagawa), Shin’etsu und Tōhoku. Eine besondere Attraktion ist eine 1857 erbaute Kabuki-Bühne aus der Präfektur Mie.

## Die einzelnen Bauwerke
(◎ = Wichtiges Kulturgut Japans, alle anderen Gebäude sind wichtiges Kulturgut der Präfektur bzw. der Stadt Kawasaki. Das nachgestellte 家住宅 bedeutet „Wohnhaus der Familie“.)
1. Das Suzuki-Haus (鈴木家住宅) ist ein Umayado, eine Unterkunft für Pferdehändler, gebaut zu Beginn des 19. Jahrhunderts in Fukushima.
2. Das Ioka-Haus (井岡家住宅), gebaut Ende des 17. Jahrhunderts, stammt aus Nara. Hier wurde zunächst Öl für Lampen verkauft, später dann Weihrauch.
3. Das Saji-Tor (佐地家の門・供待, Saji no mon, tomo-machi) ist der Eingang mit Wartestand zu einer Samurai-Residenz in Nagoya aus dem frühen 19. Jahrhundert.
4. Das Misawa-Haus (三澤家住宅), gebaut in der Mitte des 19. Jahrhunderts, stammt aus einer Post-Station in der Präfektur Nagano.
5. Die Wassermühle (水車小屋, suisha -goya) aus der Mitte des 19. Jahrhunderts stammt aus der Präfektur Nagano.
6. Das Sasaki-Haus (佐々木家住宅), gebaut um 1731, war das Haus eines Dorfältesten in der Präfektur Nagano.
7. Das Museum besitzt vier Gebäude im Gasshō-Stil:[1]
  1. Das Emukai-Haus (江向家住宅, ◎) wurde im frühen 18. Jahrhundert Nanto gebaut,
  2. das Yamada-Haus (山田家住宅) stammt aus dem frühen 18. Jahrhundert und ebenfalls aus der Präfektur Toyama,
  3. das Nohara-Haus (野原家住宅) aus der Präfektur Toyama stammt aus dem späten 18. Jahrhundert. Es besitzt zwei Herdstellen (囲炉裏, irori),
  4. und das Yamashita-Haus (山下家住宅) stammt aus dem frühen 19. Jahrhundert und wurde aus Shirakawa (Präfektur Gifu) hierher versetzt.
8. Das Sakuda-Haus (作田家住宅, ◎) aus dem späten 18. Jahrhundert stammt aus der Präfektur Chiba.
9. Der Hochspeicher (高倉, takakura) von den Amami-Inseln (Präfektur Kagoshima) auf Pfählen schützte seinen Speicherinhalt vor Ratten.
10. Das Hirose-Haus (広瀬家住宅) aus dem 17. Jahrhundert aus der Präfektur Yamanashi ist ein kompaktes Gebäude mit wenig Verbindung nach draußen.
11. Das Ōta-Haus (太田家住宅, ◎), im späten 17. Jahrhundert im  Bunto-Stil gebaut. Es stammt aus Kasama (Präfektur Ibaraki).
12. Das Kitamura-Haus (北村家住宅, ◎) stammt aus Hadano (Präfektur Kanagawa). Bei der Umsetzung des Hauses fand man ein Schriftstück, was den Hausbau auf 1687 setzt.
13. Das Kiyomiya-Haus (清宮家住宅) stammt aus der zweiten Hälfte des 17. Jahrhunderts, es stand in Kawasaki.
14. Das Itō-Haus (伊藤家住宅, ◎) stammt aus dem frühen 18. Jahrhundert und war der Wohnsitz eines Dorfältesten.
15. Das Kokagesan-Shidō (蚕影山祠堂) ist ein Schrein, gebaut um 1863, in dem der Gott der Seidenwurm-Züchter, Kokagesan, verehrt wurde.
16. Das Iwasawa-Haus (岩澤家住宅) aus dem späten 17. Jahrhundert stand in Kiyokawa.
17. Die Funakoshi-Bühne (船越の舞台, ◎) ist eine Bühne, auf der Kabuki-Stücke aufgeführt wurden. Die Bühne stand auf der Shima-Halbinsel (Präfektur Mie), sie stammt aus dem Jahr 1857.
18. Die Sendō-Hütte (船頭小屋, sendō-goya) wurde 1929 erbaut. Sie diente einem Bootsmann am Tama-Fluss als Unterschlupf.
19. Das Kudō-Haus (工藤家住宅, ◎) ist ein Magariya (曲がり屋), ein Bauernhaus, das in L-Form angelegt ist. Es stammt aus der Mitte des 18. Jahrhunderts und stand in der Präfektur Iwate.
20. Das Sugawara-Haus (菅原家住宅) aus dem späten 18. Jahrhundert stand im Dorf Asahi (heute Stadt Tsuruoka) im schneereichen Nordosten Japans. Es ist im Yosemune-Stil (寄棟造り) erbaut.

Ehrenamtliche Mitarbeiter führen durch das Museum (auch auf Englisch) und pflegen japanische Handwerkstraditionen wie z. B. das Stofffärben.

## Galerie

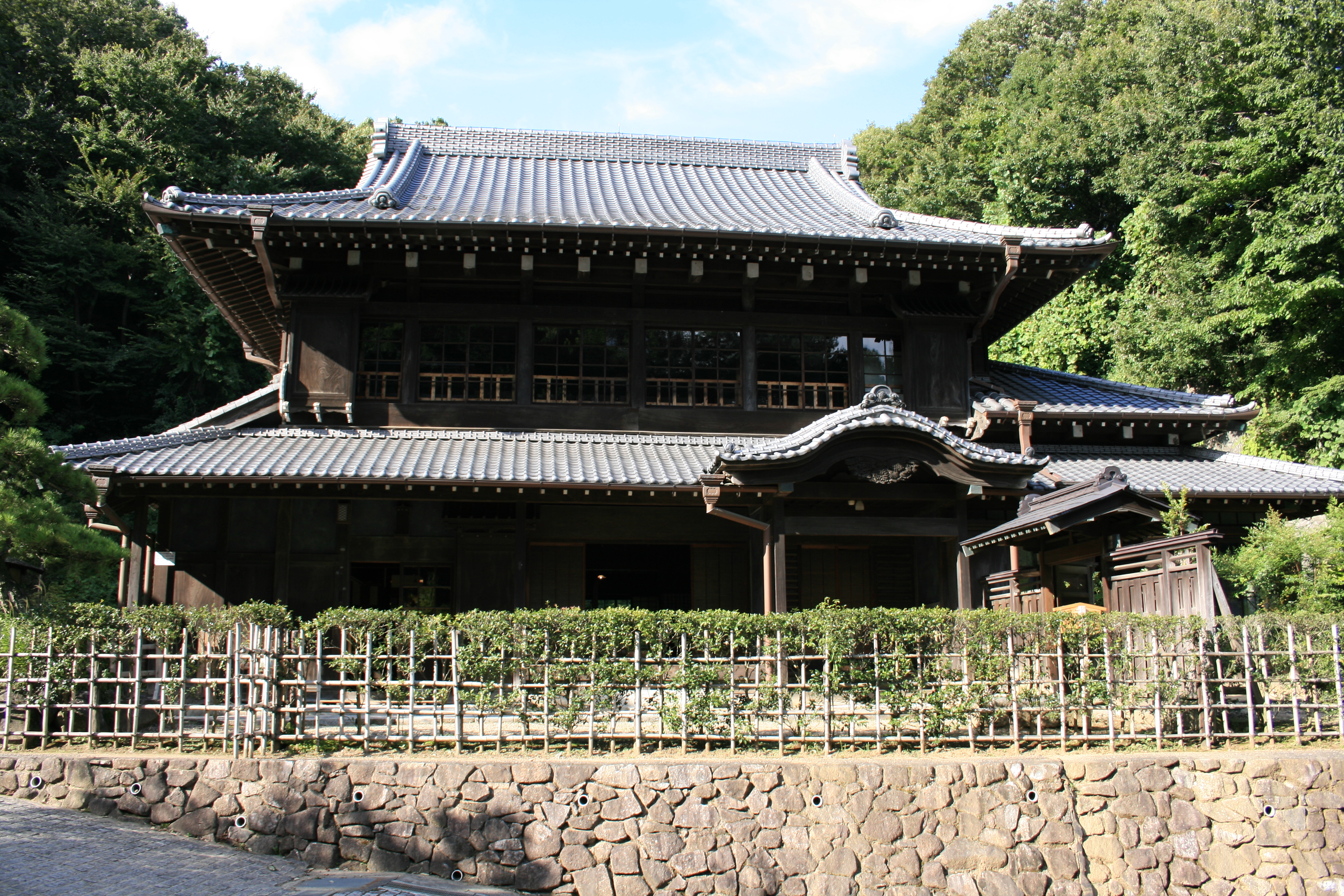
Das Hara-Haus
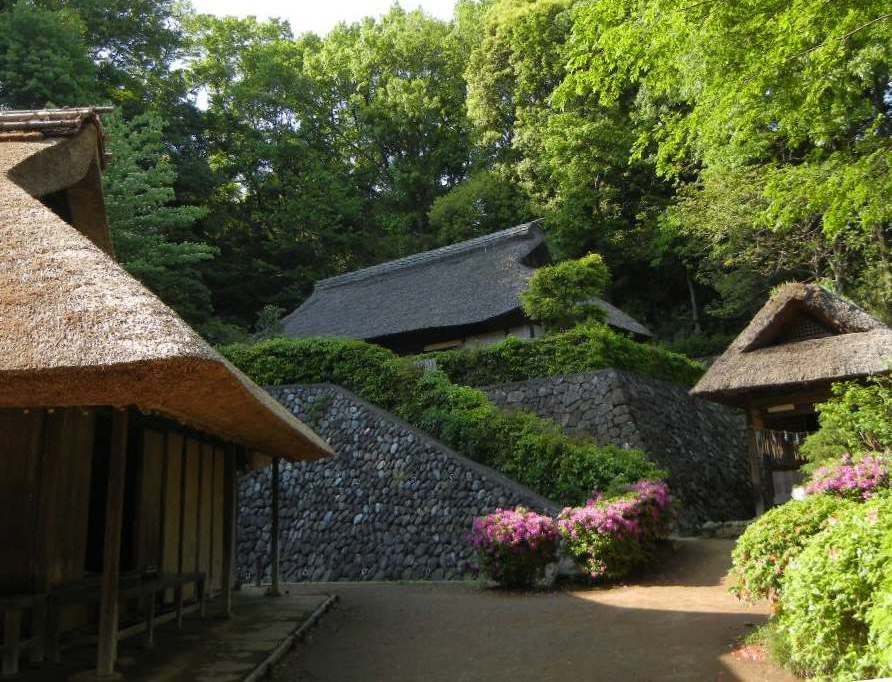
Ecke im Park
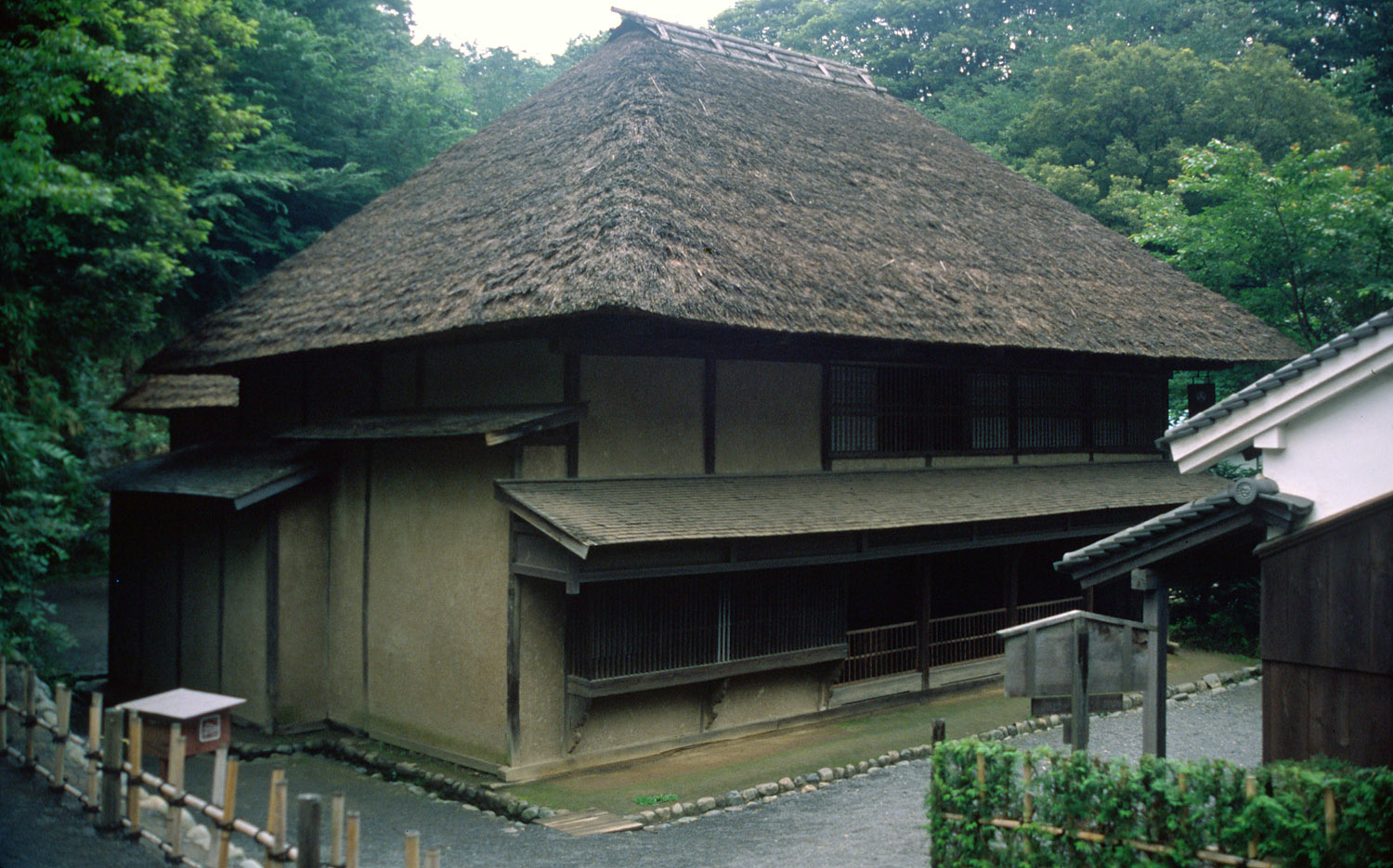
Das Suzuki-Haus
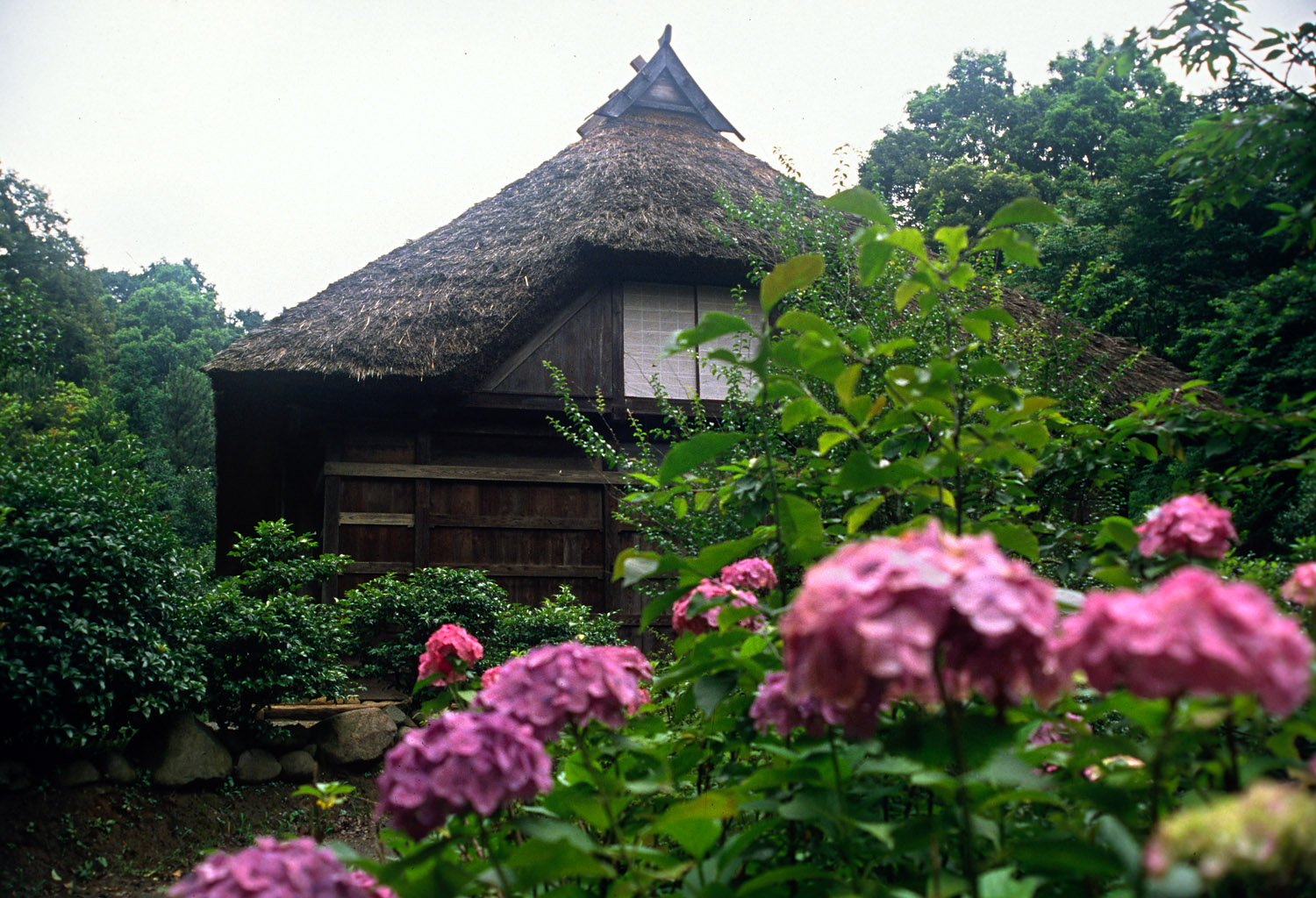
Das Sugawara-Haus
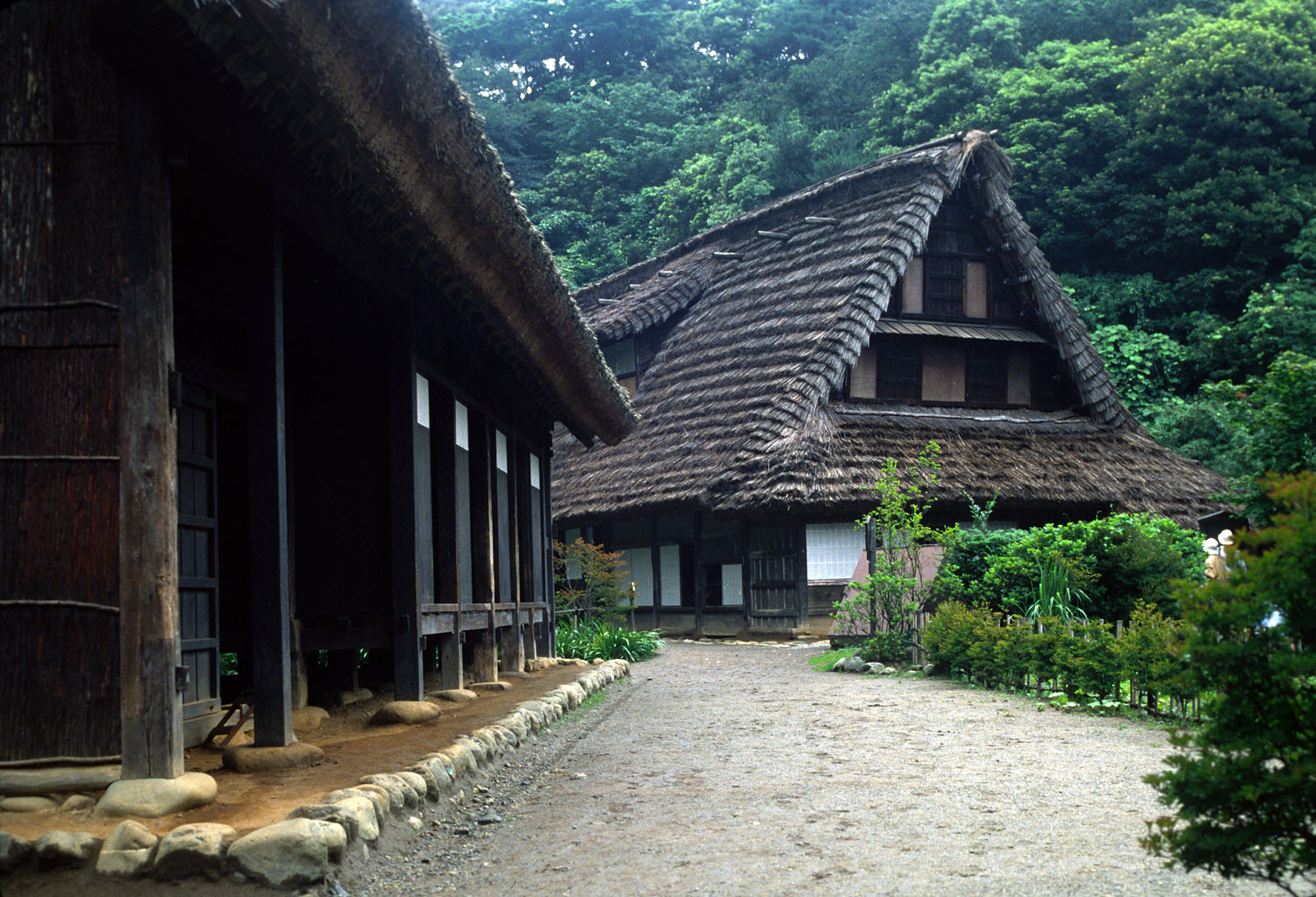
Das Emukai-Haus
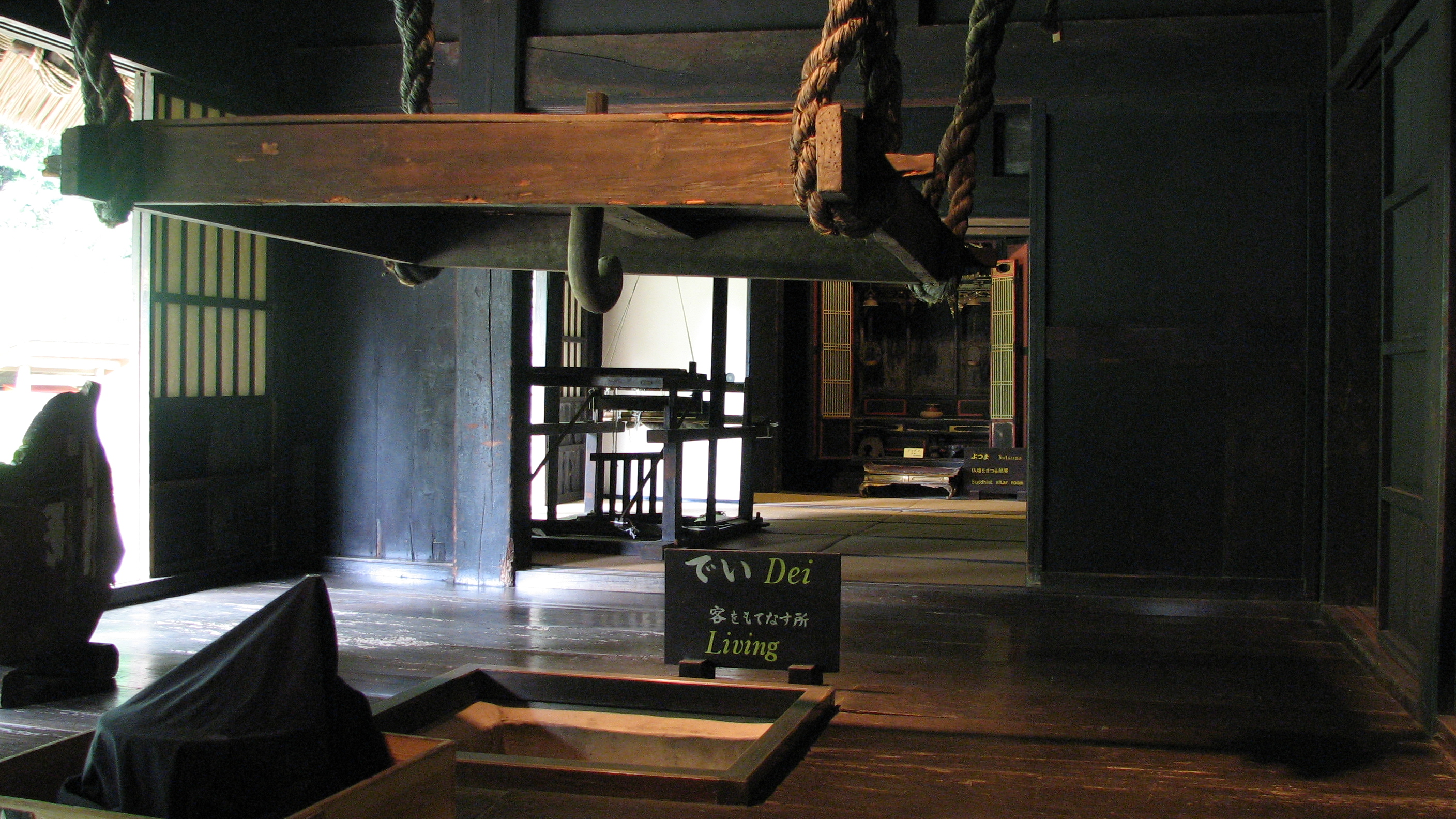
Emukai-Haus, innen
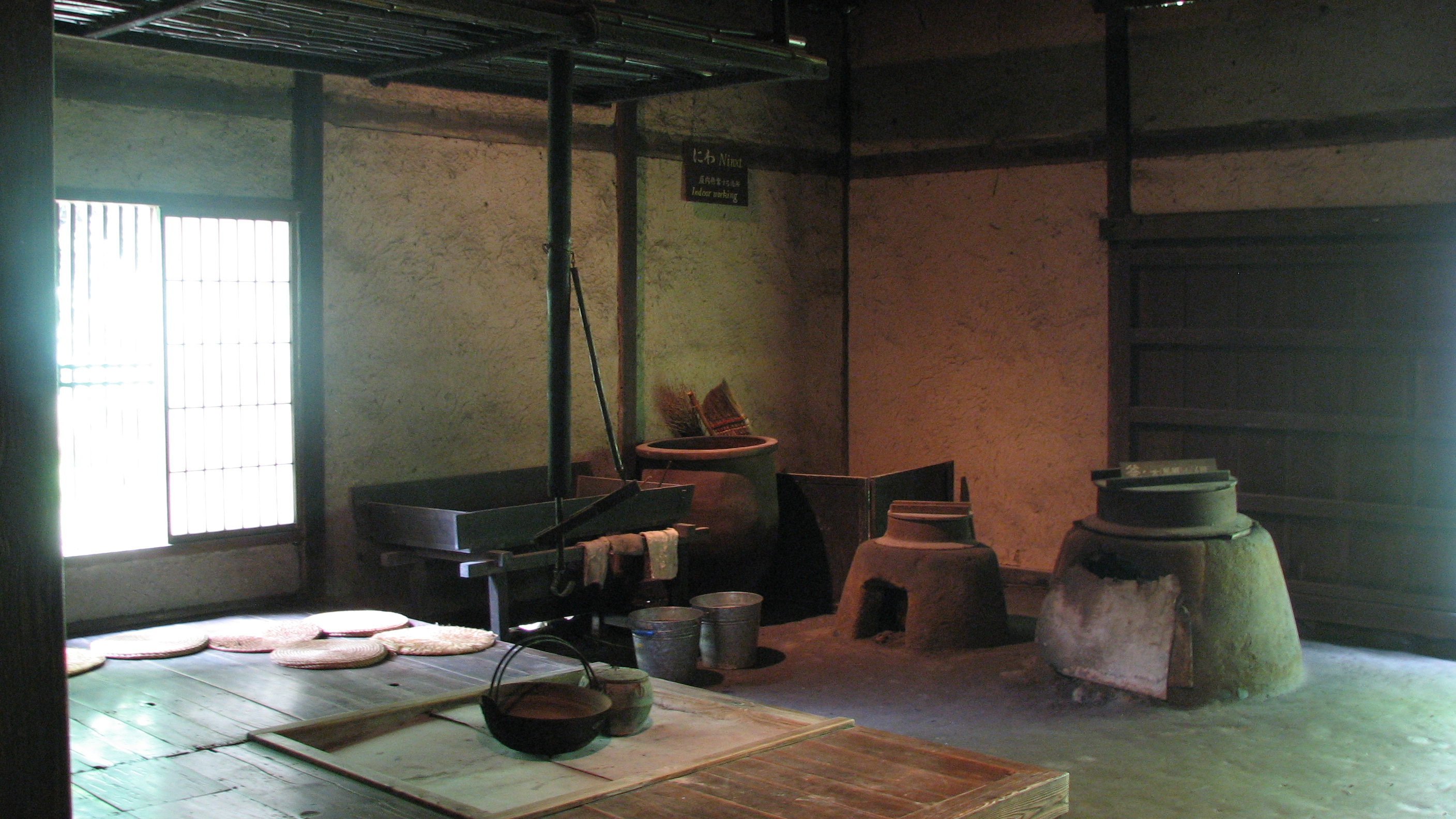
Suzuki-Haus, innen
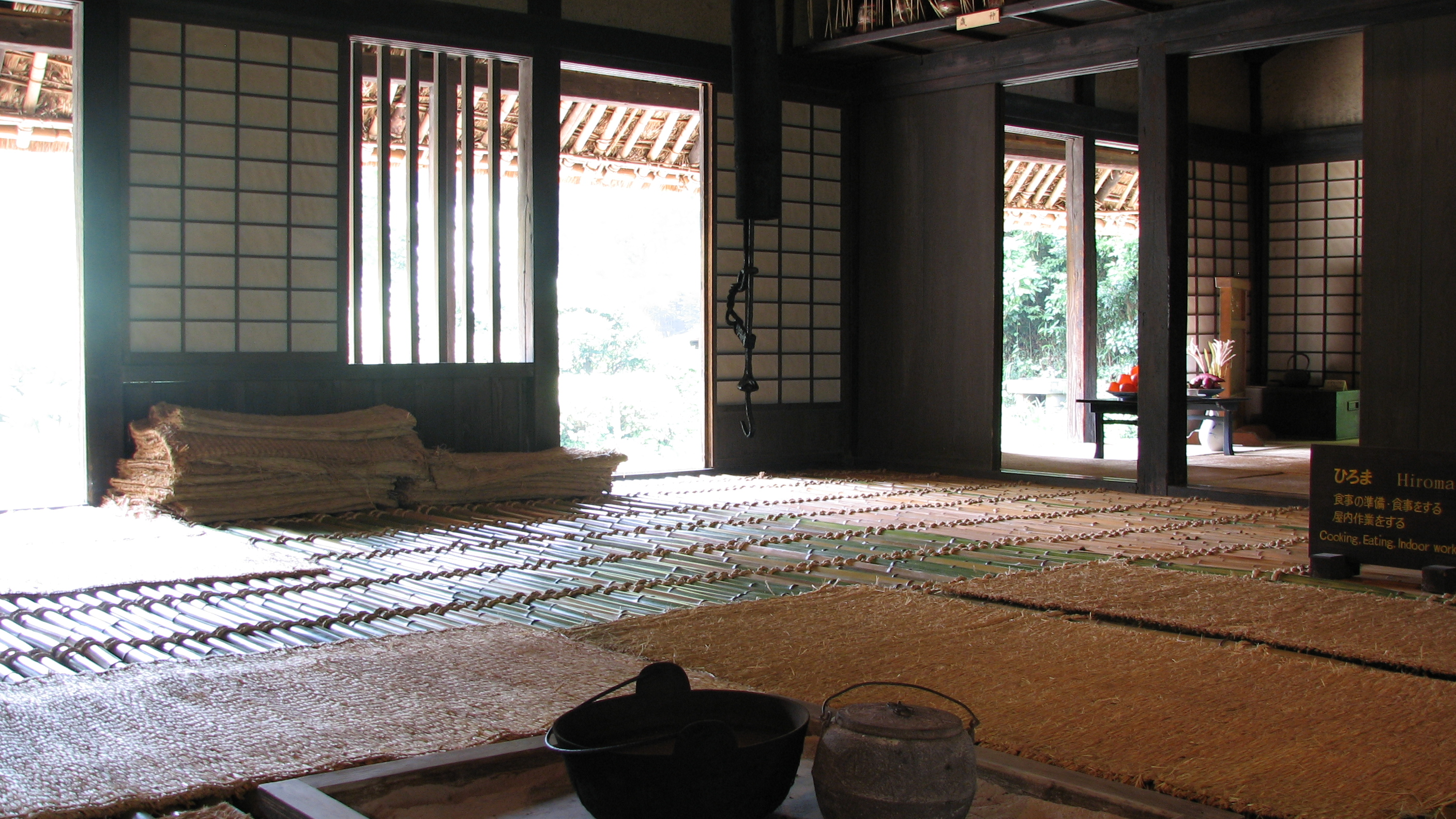
Kitamura-Haus, innen